# Lost in the Soudan
Lost in the Soudan est un film muet américain réalisé par Otis Turner et sorti en 1910.

## Fiche technique
- Titre : Lost in the Soudan
- Réalisation : Otis Turner
- Producteur : William Selig
- Société de production : Selig Polyscope Company
- Pays de production :  États-Unis
- Genre : Film d'aventure
- Date de sortie : 
  - États-Unis : 11 août 1910

## Distribution
- Tom Mix